# Won Du-jae
Won Du-jae (원두재?; Seul, 18 novembre 1997) è un calciatore sudcoreano, centrocampista o difensore del Sangju Sangmu in prestito dall'Ulsan HD e della nazionale sudcoreana.

## Statistiche

### Cronologia presenze e reti in nazionale
| Cronologia completa delle presenze e delle reti in nazionale ― Corea del Sud | Cronologia completa delle presenze e delle reti in nazionale ― Corea del Sud | Cronologia completa delle presenze e delle reti in nazionale ― Corea del Sud | Cronologia completa delle presenze e delle reti in nazionale ― Corea del Sud | Cronologia completa delle presenze e delle reti in nazionale ― Corea del Sud | Cronologia completa delle presenze e delle reti in nazionale ― Corea del Sud | Cronologia completa delle presenze e delle reti in nazionale ― Corea del Sud | Cronologia completa delle presenze e delle reti in nazionale ― Corea del Sud |
| Data                                                                         | Città                                                                        | In casa                                                                      | Risultato                                                                    | Ospiti                                                                       | Competizione                                                                 | Reti                                                                         | Note                                                                         |
| ---------------------------------------------------------------------------- | ---------------------------------------------------------------------------- | ---------------------------------------------------------------------------- | ---------------------------------------------------------------------------- | ---------------------------------------------------------------------------- | ---------------------------------------------------------------------------- | ---------------------------------------------------------------------------- | ---------------------------------------------------------------------------- |
| 14-11-2020                                                                   | Wiener Neustadt                                                              | Corea del Sud                                                                | 2 – 3                                                                        | Messico                                                                      | Amichevole                                                                   | -                                                                            |                                                                              |
| 17-11-2020                                                                   | Maria Enzersdorf                                                             | Qatar                                                                        | 1 – 2                                                                        | Corea del Sud                                                                | Amichevole                                                                   | -                                                                            |                                                                              |
| 25-3-2021                                                                    | Yokohama                                                                     | Giappone                                                                     | 3 – 0                                                                        | Corea del Sud                                                                | Amichevole                                                                   | -                                                                            | 62’                                                                          |
| 5-6-2021                                                                     | Goyang                                                                       | Corea del Sud                                                                | 5 – 0                                                                        | Turkmenistan                                                                 | Qual. Mondiali 2022                                                          | -                                                                            | 84’                                                                          |
| 9-6-2021                                                                     | Goyang                                                                       | Corea del Sud                                                                | 5 – 0                                                                        | Sri Lanka                                                                    | Qual. Mondiali 2022                                                          | -                                                                            |                                                                              |
| 12-6-2021                                                                    | Goyang                                                                       | Corea del Sud                                                                | 2 – 1                                                                        | Libano                                                                       | Qual. Mondiali 2022                                                          | -                                                                            | 66’                                                                          |
| 15-6-2023                                                                    | Busan                                                                        | Corea del Sud                                                                | 0 – 1                                                                        | Perù                                                                         | Amichevole                                                                   | -                                                                            | 73’                                                                          |
| 10-6-2025                                                                    | Seul                                                                         | Corea del Sud                                                                | 4 – 0                                                                        | Kuwait                                                                       | Qual. Mondiali 2026                                                          | -                                                                            |                                                                              |
| Totale                                                                       |                                                                              | Presenze                                                                     | 8                                                                            |                                                                              | Reti                                                                         | 0                                                                            |                                                                              |

## Palmarès

### Competizioni internazionali
- AFC Champions League: 1

Ulsan Hyundai: 2020